# Isla Hornos
La isla Hornos forma parte del grupo de las islas Hermite, en la región más austral de Chile, por lo que pertenece a la Región de Magallanes y de la Antártica Chilena.

## Historia
Desde hace más de 6000 años estos canales y sus costas fueron recorridos por los yámanas, indígenas nómades canoeros. Existen dos hipótesis de poblamiento, sensiblemente iguales a las de los kawésqar. Una, que procedían del norte siguiendo la ruta de los canales chilotes y que atravesaron hacia el sur cruzando el istmo de Ofqui. La otra es que procedían desde el norte y siguiendo la ruta continental poblaron las islas ubicadas al sur del estrecho de Magallanes, continuando hasta el cabo de Hornos. A comienzos del siglo XX este pueblo había sido aniquilado por la acción del hombre blanco.
Probablemente Robert Fitz Roy, siendo comandante del HMS Beagle, fue el primer hombre blanco en pisar y recorrer la isla. En efecto, el 18 de abril de 1830 desembarcó por primera vez en isla Hornos, la recorrió hasta su cima con el objeto de verificar su naturaleza y ver si podía llevar instrumentos hasta la cumbre, y regresó a su nave, que estaba fondeada en caleta Saint Martin. Al día siguiente, 19, volvió a cruzar la bahía San Francisco llevando un testimonio, instrumentos y víveres para cinco días. El 20 subió hasta la cima, donde observó y tomó demarcaciones, enterró el testimonio e hizo una ceremonia en honor a su majestad Jorge IV, recogió muestras de fragmentos de rocas y regresó a bordo el 21 de abril. Este testimonio fue encontrado por oficiales de la Armada de Chile en 1989.

### Disputa de su soberanía
La parte de la isla Hornos ubicada al oriente del meridiano del cabo de Hornos fue reclamada por Argentina como parte del Conflicto del Beagle hasta la resolución de la disputa en 1984 con la firma del Tratado de Paz y Amistad. Hasta entonces, el Gobierno argentino consideraba el cabo de Hornos como el punto extremo sur de su territorio continental americano. Como legado de la disputa, la Armada de Chile, en 1982, dejó sembrado en la isla un campo de  18 000 m² de minas antipersonales, que entre 2009 y 2010 quedó completamente limpio tras un desminado de carácter humanitario.

## Geología
Tanto el archipiélago patagónico como el de Tierra del Fuego datan de la época terciaria; son producto de la misma causa geológica que hizo aparecer primero la cordillera de la Costa y luego la de los Andes. En la edad glacial tomó su aspecto actual, siendo la continuación hacia el sur de la cordillera de la Costa.
Son de origen ígneo por la clase de roca que los constituyen y por su relieve áspero e irregular, característico de las cadenas de erupción.

## Geografía
Es la más austral de las islas del grupo de las Hermite. Al norte se encuentra la isla Hershel. 
La ladera occidental de la isla, cortada abruptamente, se eleva a 425 metros. La superficie, de 30 kilómetros cuadrados, está constituida por rocas eruptivas cubiertas de turba vegetal; en su parte oriental presenta cerros bajos poblados de arbustos.

### Asignación oceánica
La ubicación oceánica del sector oriental de la isla Hornos es objeto de debate. Según la Argentina esa parte de la isla es atlántica, al estar al este de la longitud fijada por el meridiano del cabo de Hornos. En cambio, según la tesis denominada «Delimitación natural entre los océanos Pacífico y Atlántico Sur por el arco de las Antillas Australes», se incluye, al igual que su porción occidental, en el océano Pacífico Sur; esta teoría es la postulada como oficial por Chile, el único país poseedor de su soberanía. Sin embargo, la delimitación de la OHI parece concordar con la argumentación argentina.

## Clima
La primavera es la época de las más violentas tempestades, mientras que en invierno se experimenta una calma relativa. La velocidad media del viento en primavera es mayor que en invierno y su dirección dominante es de los cuadrantes 3° y 4°.

## Arqueología
En el sur de Isla Hornos, fue encontrado un sitio arqueológico que podría considerarse como el poblamiento humano más austral de la época preindustrial, con una datación por radiocarbono de c. 260-460 años AP. Los restos de un fogón, que consta de capas sustanciales de carbón y cenizas, y un conchal, se encuentran aproximadamente a 12 cm por debajo de la superficie del suelo. Otras evidencias incluyen una punta de arpón multidenticulada, otra punta de arpón incompleta y una gran cantidad de huesos de animales de mamíferos marinos y aves. El sitio se interpreta como un antiguo campamento de caza que estuvo ocupado por un corto período de tiempo, dada su profundidad, su tamaño y la ausencia de materiales exóticos. No hay evidencia de cría de animales, extracción de madera u otros impactos antropogénicos en el archipiélago, más allá de las visitas de los yaganes.

## Fondeaderos y surgideros
En caleta León hay un fondeadero para las naves que se dirigen con pasajeros a visitar la isla. El otro fondeadero está en la caleta ubicada al este de la punta cabo de Hornos y se emplea sólo para poder aprovisionar el faro automático instalado en la punta. La chalupa debe vararse en la playa para desembarcar.

## Faros, edificios y recuerdos

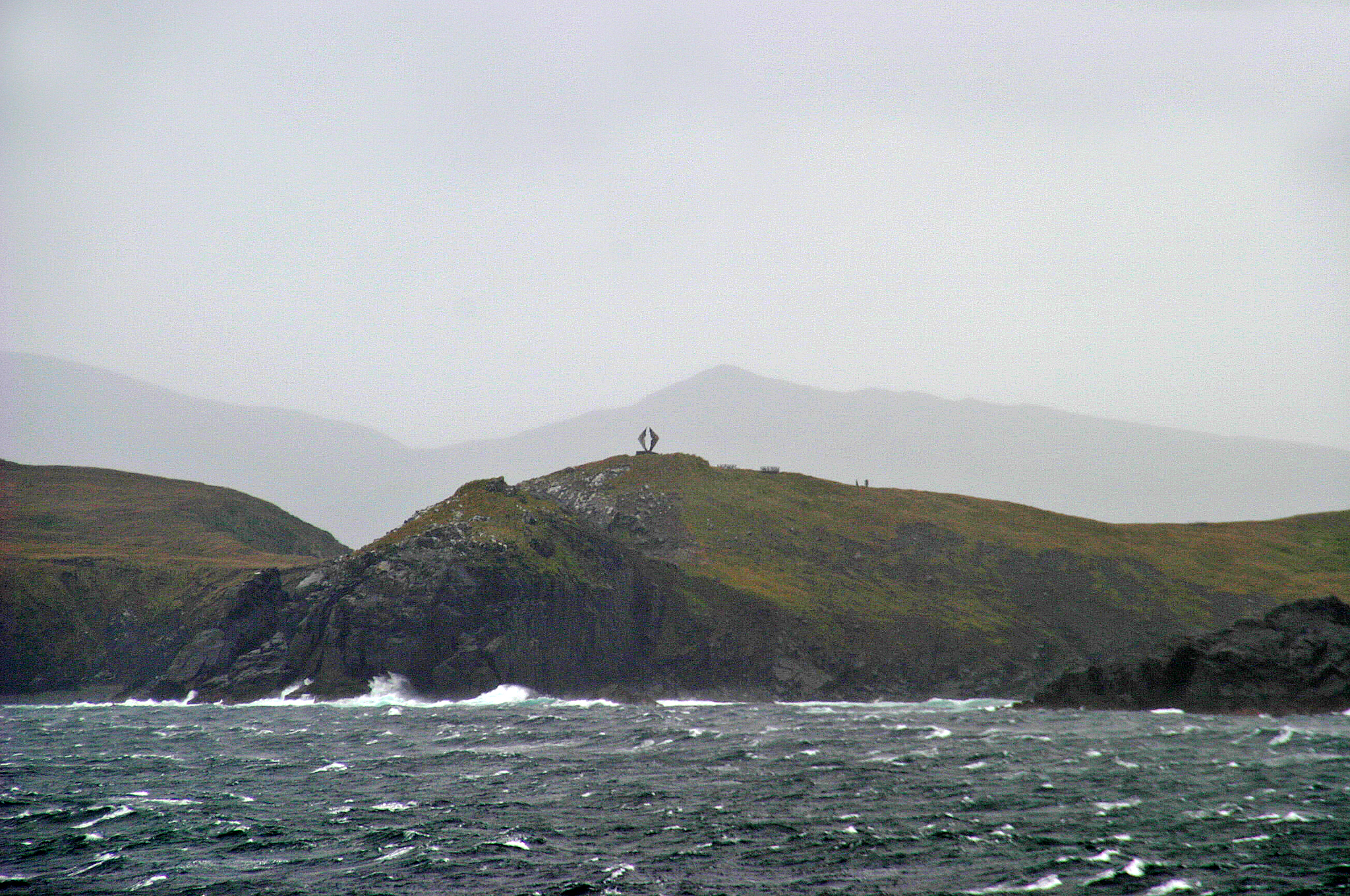
Cabo de Hornos con el monumento (el Albatros) a los marineros que murieron en el Cabo: El Cabo de Hornos es el punto más meridional del continente americano.

En la isla hay instalados dos faros: uno en la punta cabo de Hornos, en el extremo sur de la isla, construido en 1962 por la Armada Argentina, y otro en la punta Espolón, construido en 1992 y equipado con RACON. Este último se conoce como faro Monumental Cabo de Hornos.
La Armada de Chile cuenta con una Alcaldía de Mar, compuesta por una casa para el farero y su familia, levantada alrededor del faro Monumental, con acceso al fanal desde el interior, que posee varias habitaciones: sala de radio y de control de radar para ploteo de contactos de superficie detectados en el horizonte, sala con equipos para medir y transmitir en tiempo real los datos meteorológicos y una capilla.
A corta distancia de la estación se encuentran un monumento “al marinero desconocido” y un memorial con una escultura del artista chileno José Balcells que muestra la silueta de un albatros, erigida en honor de los marinos que murieron en las aguas del cabo de Hornos tratando de sortearlo. Ambos fueron donados en 1992 por la Cofradía de los Capitanes del Cabo de Hornos - Chile.
También hay una placa recordatoria donada por diversas entidades culturales y marítimas chilenas para el bicentenario del nacimiento de Robert FitzRoy (2005), que conmemora su desembarco en la isla el 19 de abril de 1830.
La isla pertenece al parque nacional Cabo de Hornos, administrado por la Conaf y que abarca una superficie de 63.093 hectáreas. Este parque, junto al parque nacional Alberto de Agostini, conforma la reserva de la biosfera «Cabo de Hornos» creada en el año 2005 y que posee una extensión de 4,9 millones de hectáreas.